# Новосілка (Кременецький район)
Новосі́лка — село в Україні, у Шумській міській громаді Кременецького району Тернопільської області. Розташоване на річці Вілія, на півночі району.
Населення — 94 особи (2001).

## Історія
Поблизу села виявлено археологічні пам'ятки пізнього палеоліту і давньоруської культури.
Наприкінці XIX ст. в Новосілці було 96 будинків.
1 жовтня 1933 року утворено ґміну Катербурґ Кременецького повіту і село включено до неї.
12 червня 2020 року, відповідно до розпорядження Кабінету Міністрів України № 724-р «Про визначення адміністративних центрів та затвердження територій територіальних громад Тернопільської області» село увійшло до складу Шумської міської громади.
19 липня 2020 року, в результаті адміністративно-територіальної реформи та ліквідації Шумського району, село увійшло до складу Кременецького району.

## Населення

### Мова
Розподіл населення за рідною мовою за даними перепису 2001 року:
| Мова       | Кількість | Відсоток |
| ---------- | --------- | -------- |
| українська | 92        | 97.87%   |
| російська  | 2         | 2.13%    |
| Усього     | 94        | 100%     |

## Пам'ятки

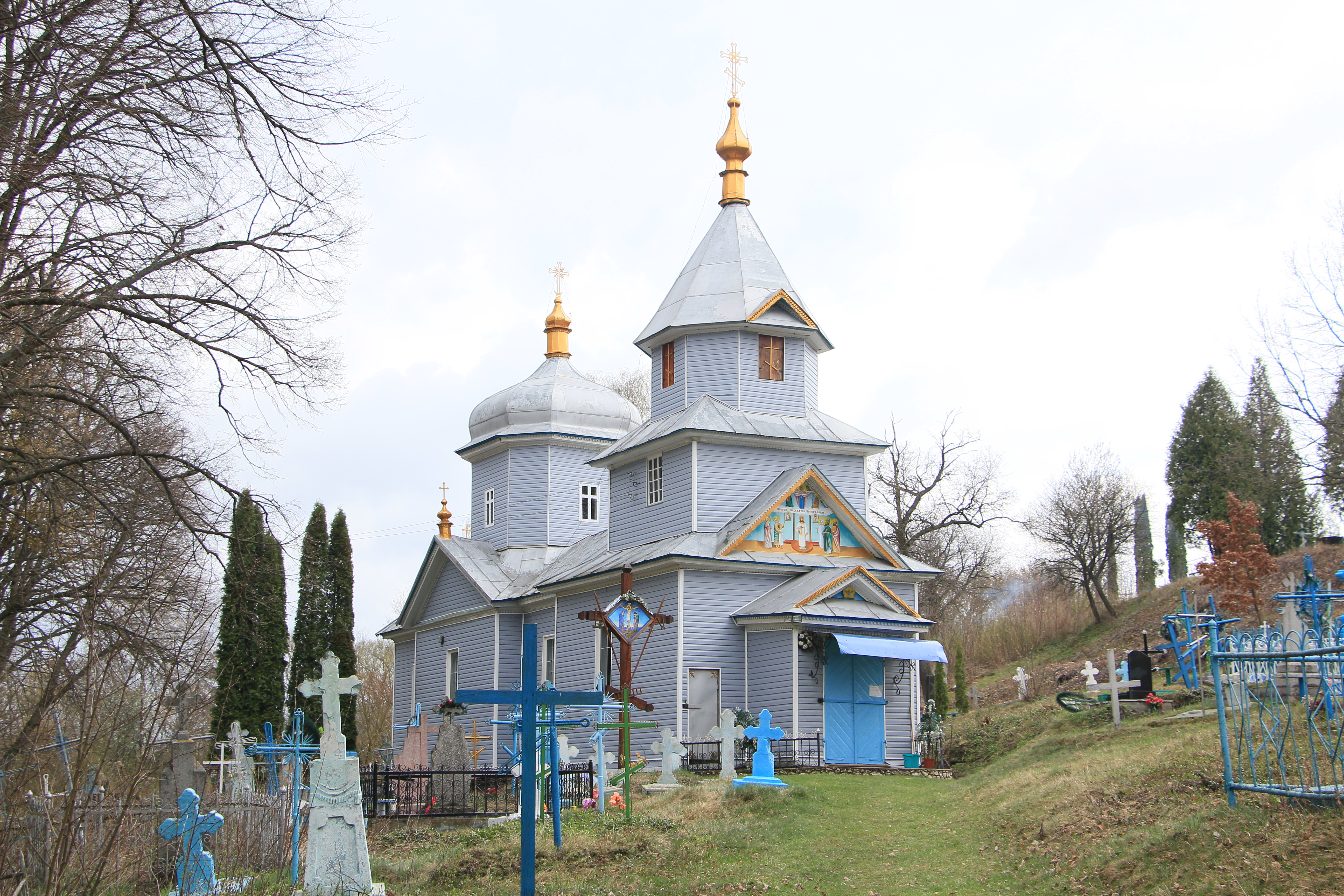
Дерев'яна церква

Є церква святої Покрови (1865, дерев'яна).

## Соціальна сфера
Діють клуб, ФАП, торговельний заклад.

## Галерея

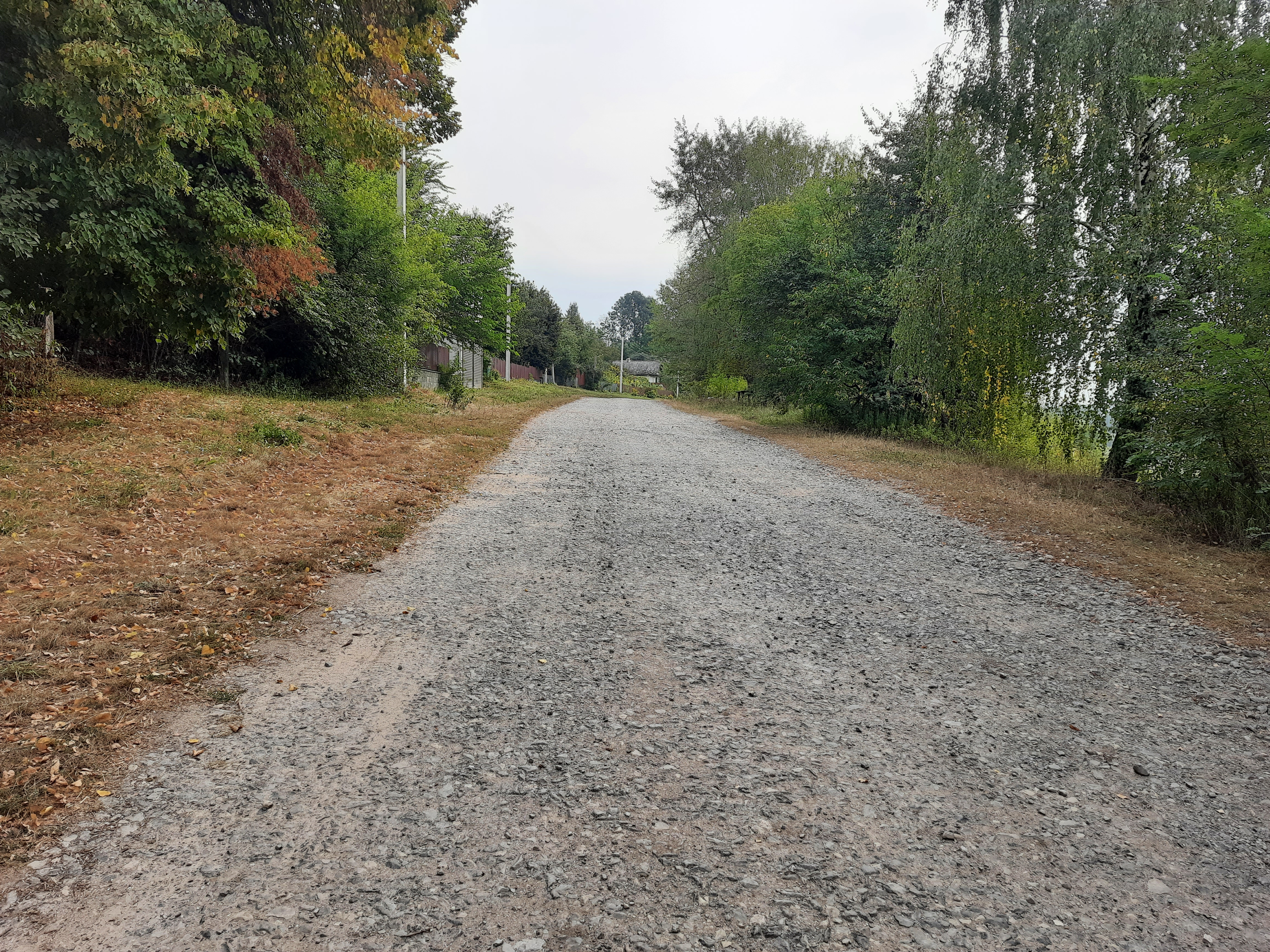
Сільська вулиця
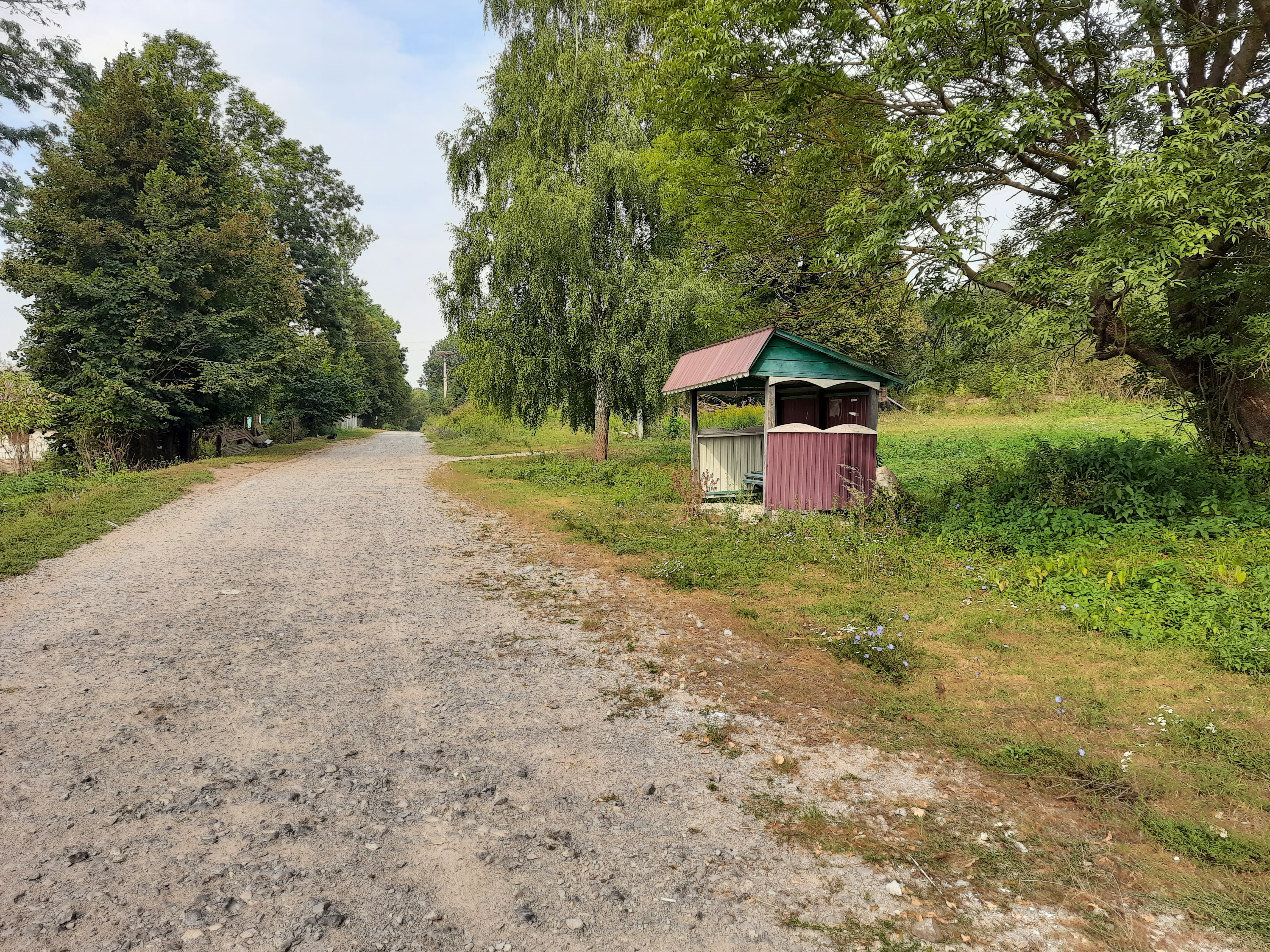
Автобусна зупинка
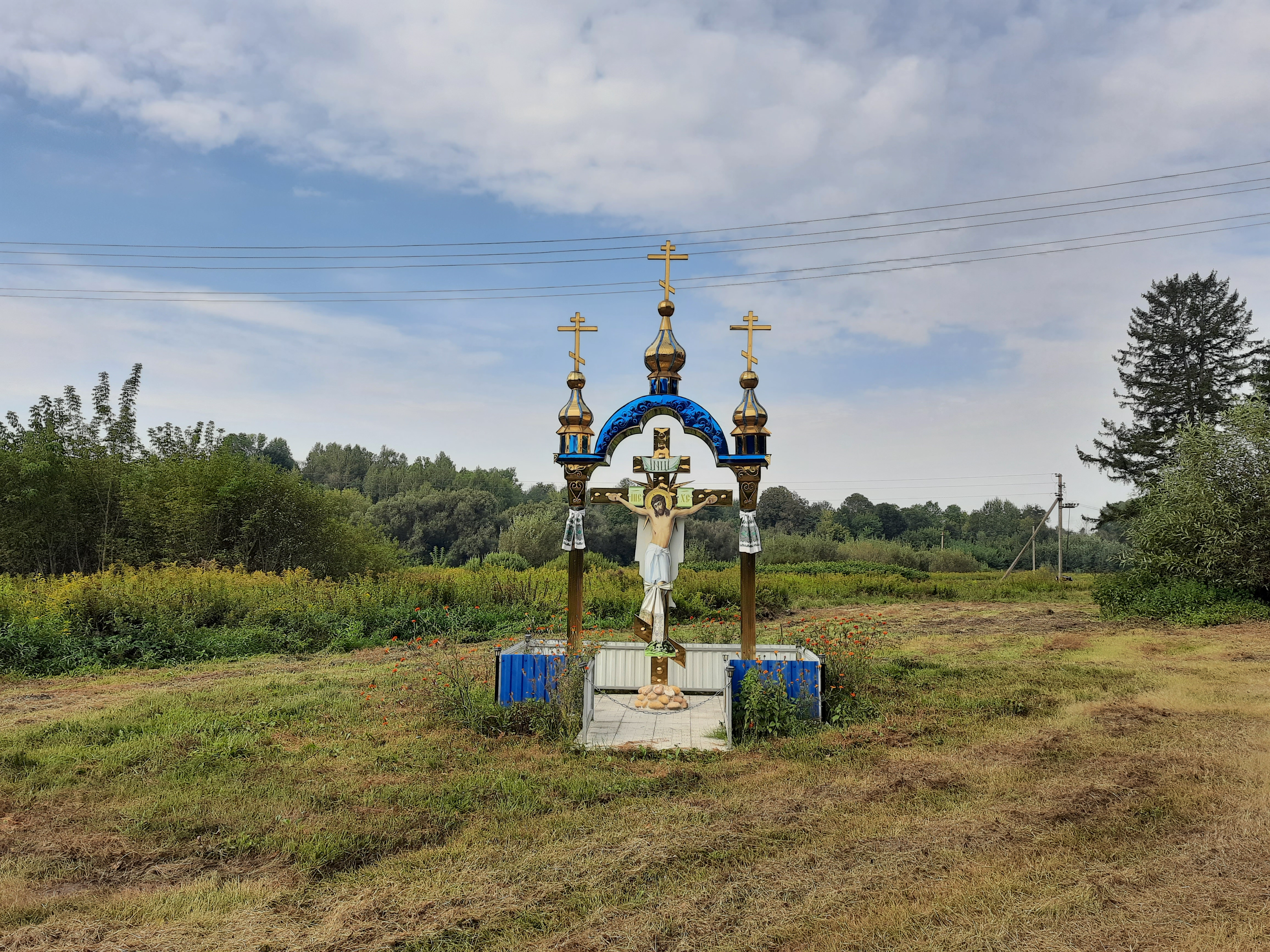
Пам'ятний хрест
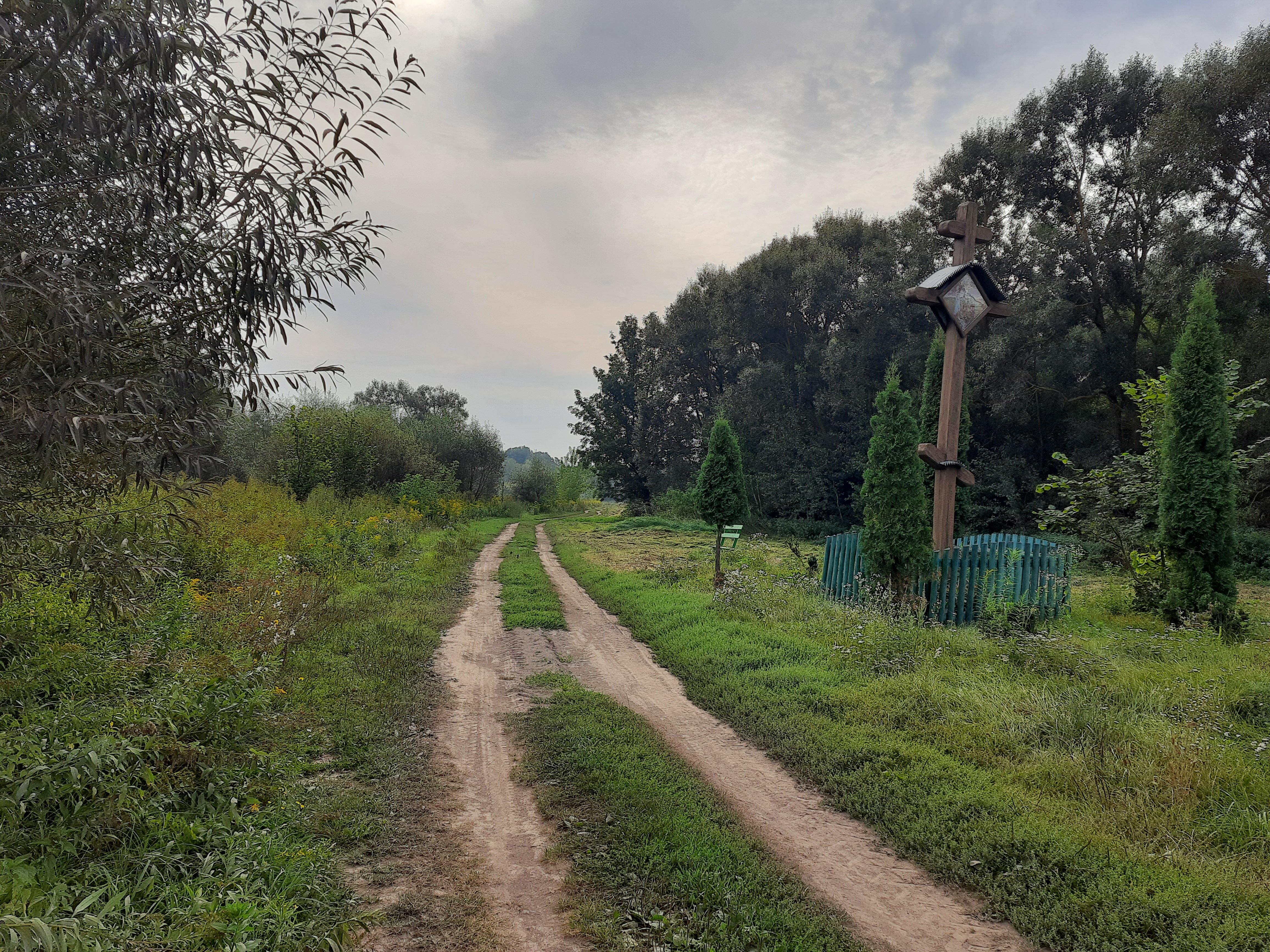
Околиця села
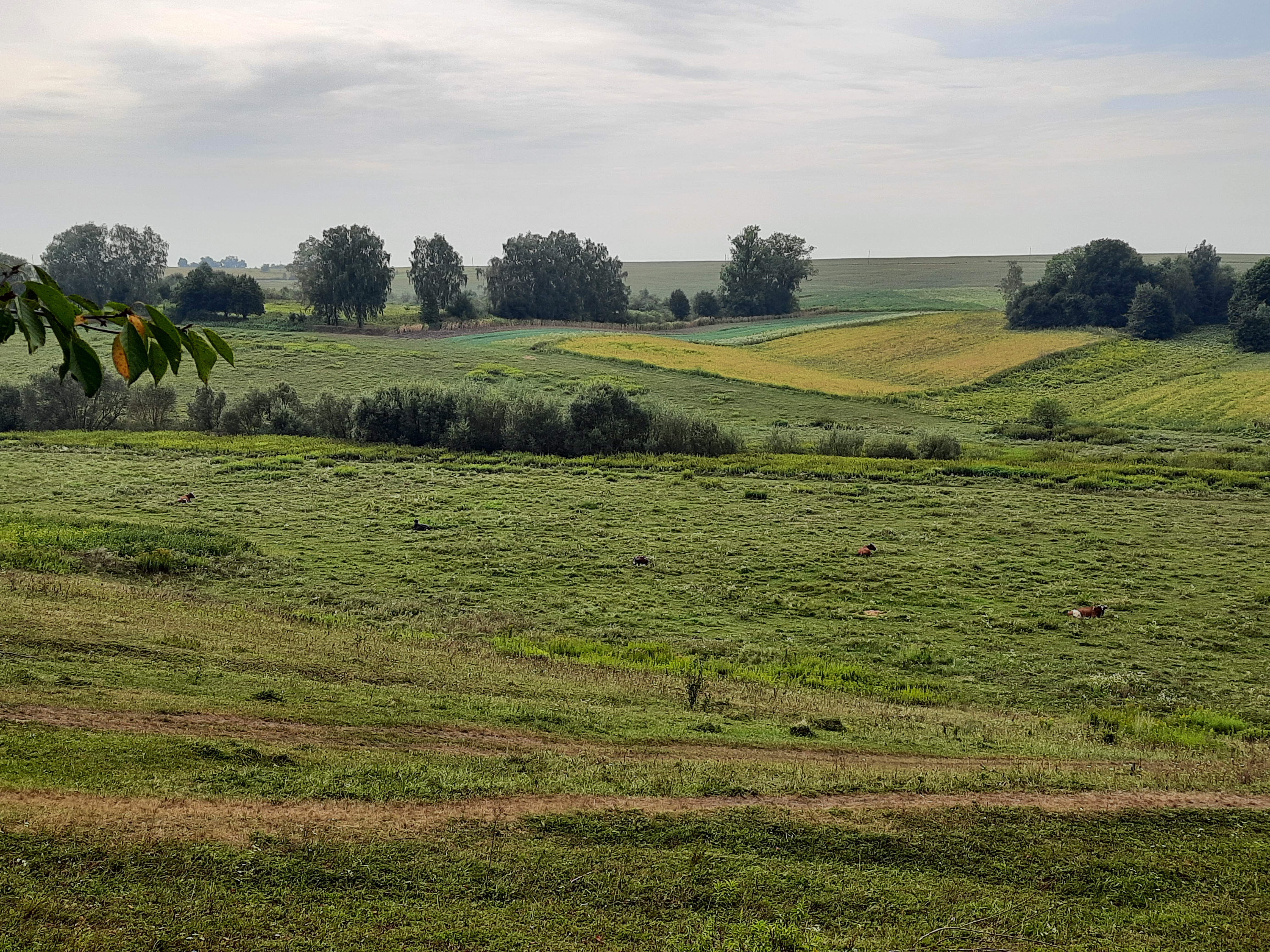
Краєвид біля села
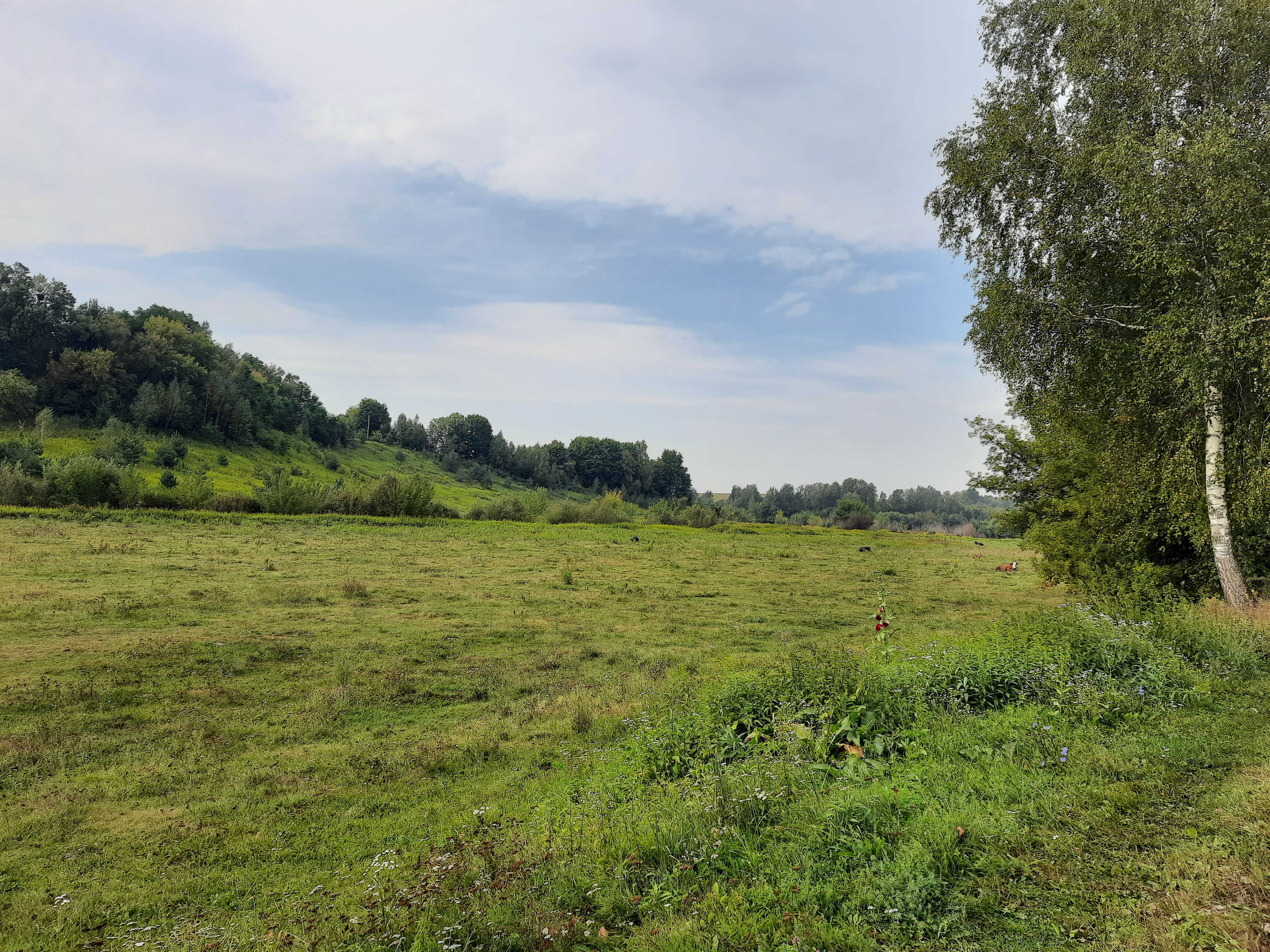
Краєвид біля села